# Hermannus Faukelius

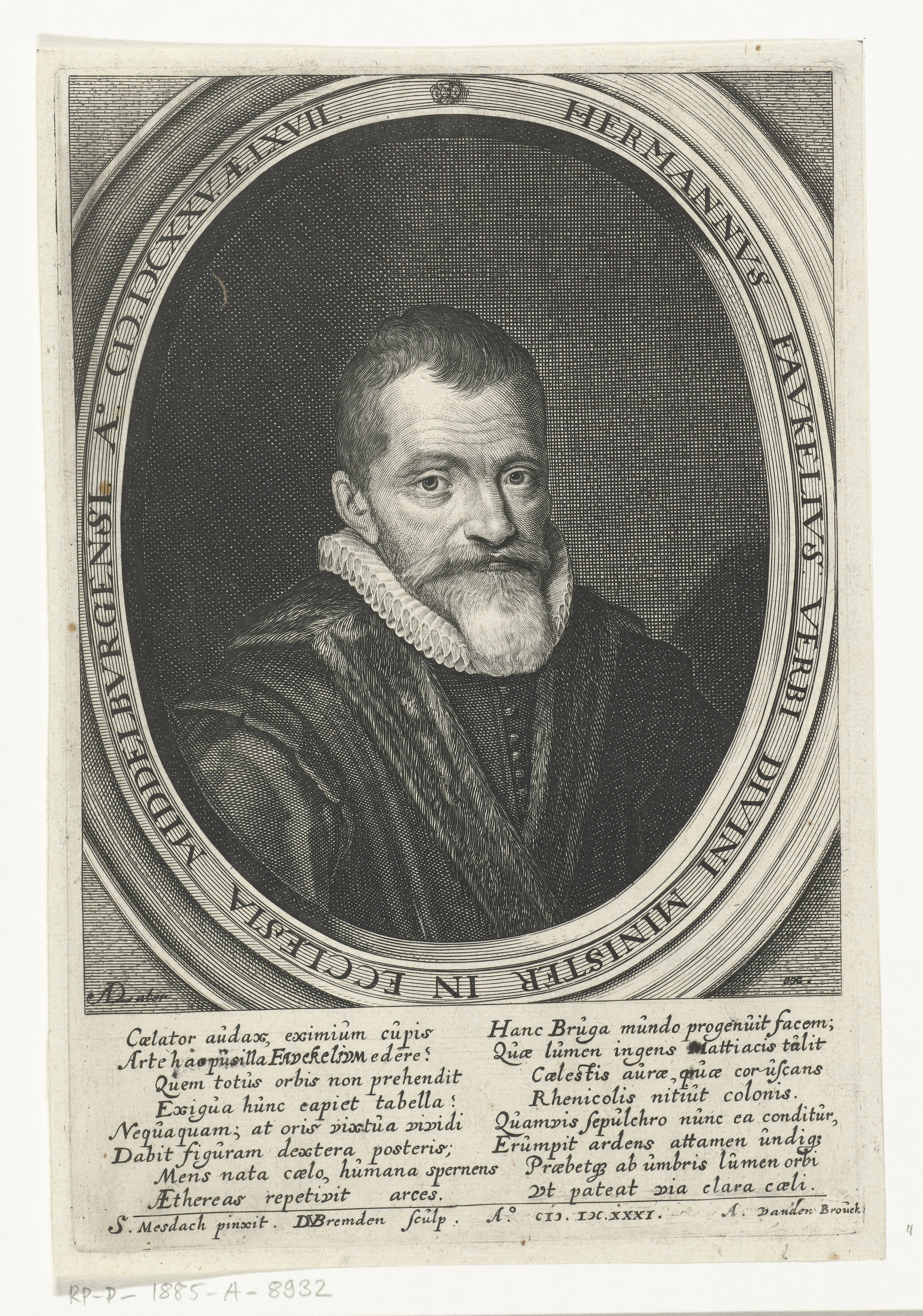
Hermannus Faukelius im Alter von 67 Jahren

Hermannus Faukelius (* um 1560 in Brügge; † 9. Mai 1625 in Middelburg) war ein niederländischer evangelisch-reformierter Geistlicher während des Achtzigjährigen Krieges.

## Biografie
Die Eltern von Hermannus Faukelius (Fauckel) waren einfache Brügger Bürger, die der reformierten Kirche angehörten. Faukelius studierte ab 1580 in Gent und (ab 1583) in Leiden Theologie und Orientalische Sprachen. Ab 1585 war er als reformierter Pfarrer in Köln tätig. Bedingt durch den Druck der Gegenreformation bedeutete dies ein Leben im Untergrund. Seine Heirat mit Elisabeth Delynck van Ronse 1587 in Köln fand deshalb auch nicht öffentlich statt.
Ab 1599 bis zu seinem Tod war Faukelius mit Unterbrechungen Pfarrer in Middelburg, zeitweise auch Militärgeistlicher im Heer Moritz’ von Oranien. Er war in Zeeland kirchenpolitisch sehr aktiv und mehrmals Präses oder Assessor der dortigen Provinzialsynode. Die Synode in Veere beschloss 1610, eine zuverlässige Edition der Confessio Belgica drucken zu lassen, eine Arbeit, die im Wesentlichen Faukelius übernahm. Im Ergebnis lagen nicht nur die Confessio, sondern auch der Heidelberger Katechismus und die Agende in verbesserten Editionen vor. Bekannt wurde Faukelius durch eine von ihm 1611 angefertigte Kurzfassung des Katechismus unter dem Namen Kort Begrip der christelijke religie, die später von der Synode von Dordrecht empfohlen und danach von vielen Gemeinden benutzt wurde, ohne jemals offiziell eingeführt zu werden.
In den kircheninternen Diskussionen um den Arminianismus profilierte sich Faukelius als Contraremonstrant und nahm an verschiedenen organisatorischen Zusammenkünften teil. Folgerichtig entsandte ihn die Provinzialsynode von Zeeland 1618 als Delegierten zur Synode von Dordrecht, wo er als Assessor im Moderamen leitende Funktion hatte. Die Formulierung der Lehrregeln von Dordrecht gestaltete er mit.
Faukelius beherrschte Griechisch und Hebräisch. 1617 hatte er das Neue Testament ins Niederländische übersetzt und danach Vorarbeiten für die Übersetzung des Alten Testaments begonnen. Als die Dordrechter Synode eine Neuübersetzung der Bibel ins Niederländische beschloss (Staatenübersetzung), gehörte Faukelius zur Übersetzergruppe; er war einer der Hauptübersetzer des Neuen Testaments und Korrektor für die Übersetzung des Alten Testaments.